# Ліхтенштейн на літніх Олімпійських іграх 2012
Ліхтенштейн на літніх Олімпійських іграх 2012 був представлений трьома спортсменами у трьох видах спорту: плаванні, легкій атлетиці та тенісі.

## Результати змагань

### Водні види спорту

#### Плавання
Спортсменів — 1
У наступний раунд на кожній дистанції проходять найкращі спортсмени за часом, незалежно від місця, зайнятого у своєму запливі.
Жінки
| Змагання            | Спортсмен    | Попередні запливи | Попередні запливи | Півфінали | Півфінали | Фінал     | Фінал |
| Змагання            | Спортсмен    | Результат         | Місце             | Результат | Місце     | Результат | Місце |
| ------------------- | ------------ | ----------------- | ----------------- | --------- | --------- | --------- | ----- |
| 400 м вільний стиль | Юлія Гасслер |                   |                   |           |           |           |       |
| 800 м вільний стиль | Юлія Гасслер |                   |                   |           |           |           |       |

### Легка атлетика
Спортсменів — 1
Чоловіки
| Дисципліна | Спортсмен    | Попередній раунд | Попередній раунд | Чвертьфінали | Чвертьфінали | Півфінали | Півфінали | Фінал     | Фінал |
| Дисципліна | Спортсмен    | Результат        | Місце            | Результат    | Місце        | Результат | Місце     | Результат | Місце |
| ---------- | ------------ | ---------------- | ---------------- | ------------ | ------------ | --------- | --------- | --------- | ----- |
| Марафон    | Марсель Чопп |                  |                  |              |              |           |           |           |       |

### Теніс
Спортсменів — 1
Жінки
| Одиночний розряд | Штефані Фогт | ГрузіяАнна Татішвілі Пор. 2-6, 0-6 | Закінчила виступи |